# Gheorghe Popescu (Fußballspieler, 1919)
Gheorghe Popescu (* 8. August 1919 in Bukarest; † 25. Januar 2001) war ein rumänischer Fußballspieler, -trainer und -funktionär. Er bestritt 135 Spiele in der höchsten rumänischen Fußballliga, der Divizia A, und betreute die rumänische Auswahl während der Olympischen Spiele 1952. Von 1963 bis 1967 war er Präsident des rumänischen Fußballverbandes.

## Karriere als Spieler
Die Karriere von Popescu begann in der Jugend von Gloria Bukarest, wo er bereits als Vierzehnjähriger in der ersten Mannschaft spielte. Im Alter von 16 Jahren wechselte er als Linksaußen zum Bukarester Fußballklub Sportul Studențesc in die Divizia B. Im Jahr 1937 stieg er mit seiner Mannschaft in die höchste Spielklasse, die Divizia A, auf. Er war bereits in jungen Jahren Stammspieler und als Torjäger eine Stütze des Teams. In der Saison 1937/38 erreichte er mit seinem Verein ebenso wie im Jahr darauf den Klassenerhalt und zog außerdem ins Pokalfinale 1939 ein, wo er aber mit seiner Mannschaft gegen Rapid Bukarest mit 0:2 den Kürzeren zog.
In der Spielzeit 1939/40 erzielte Popescu das beste Ergebnis seiner Zeit bei Sportul. Mit 14 Treffern belegte er den vierten Platz der Torjägerliste und landete hinter den Lokalrivalen Venus Bukarest und Rapid Bukarest auf dem dritten Platz in der Liga. In der Folgesaison konnte er seine persönliche Ausbeute mit 13 Toren annähernd wiederholen, für die Mannschaft reichte es nur zu einer Platzierung im Mittelfeld.
Bedingt durch den Ausbruch des Zweiten Weltkrieges wurde der Spielbetrieb in der Divizia A im Jahr 1941 eingestellt und lediglich der rumänische Pokal fortgeführt. Sportul zog ins Pokalfinale 1943 ein, unterlag dort aber CFR Turnu Severin mit 0:4. Anschließend musste Popescu seine Fußballkarriere unterbrechen, da er in die rumänische Armee eingezogen wurde.
Nach seiner Rückkehr von der Front spielte Popescu im Jahr 1944 kurze Zeit für Carmen Bukarest, ehe er zu Sportul zurückkehrte, das in dieser Zeit Sparta Bukarest hieß. Dort verpasste er trotz zehn Treffern in zwölf Spielen im Jahr 1946 die Qualifikation zur Divizia A und schloss sich erneut Carmen an. Mit seinem neuen Klub konnte er in der Spielzeit 1946/47 die Vizemeisterschaft hinter ITA Arad erringen und damit die beste Platzierung seiner Karriere, kam aber lediglich auf vier Tore. Im Sommer 1947 wurde Carmen von der politischen Führung Rumäniens aufgelöst und durch den neu gegründeten Armeesportklub ASA Bukarest ersetzt, zu dem auch Popescu wechselte. Nachdem im ersten Jahr knapp der Klassenerhalt erreicht worden war, kam Popescu in der Saison 1948/49 kaum noch zum Zuge und beendete seine aktive Laufbahn.

### Nationalmannschaft
Popescu bestritt sechs Spiele für die rumänische Fußballnationalmannschaft. Sein Debüt gab er am 10. Juni 1937 in einem Freundschaftsspiel gegen Belgien. Danach musste er bis zum 31. März 1940 warten, ehe der neue Nationaltrainer Virgil Economu auf ihn baute. Popescu kam in vier von fünf Länderspielen dieses Jahres zum Einsatz und konnte im Spiel gegen Jugoslawien am 22. September 1940 sein einziges Tor im Nationaltrikot erzielen. Am 13. Juni 1943 bestritt er gegen die Slowakei sein letztes Länderspiel.

## Karriere als Trainer
Nach dem Ende seiner aktiven Laufbahn wurde Popescu im März 1951 mit Beginn der Saison 1951 als Nachfolger von Francisc Ronnay Trainer seines früheren Vereins CCA Bukarest (später Steaua Bukarest). Schon im ersten Jahr gewann er das Double aus Meisterschaft und Pokalsieg. Diesen Erfolg konnte er ein Jahr später wiederholen, ehe er im August 1953 von Ronnay abgelöst wurde.
Bereits im Mai 1952 hatte Popescu neben seiner Tätigkeit für CCA auch das Amt des Nationaltrainers übernommen. In dieser Eigenschaft betreute er die rumänische Auswahl während der Olympischen Spiele 1952 in Helsinki, unterlag dort aber im ersten Spiel dem späteren Olympiasieger Ungarn. Nach der verpassten Qualifikation zur Weltmeisterschaft 1954 wurde er im Herbst 1953 durch Ștefan Dobay ersetzt.
Zu Beginn des Jahres 1955 wurde Popescu erneut Nationaltrainer. In seiner zweiten Amtszeit verpasste der die Qualifikation zur Weltmeisterschaft 1958 auf dem zweiten Platz hinter Jugoslawien. Im Herbst 1958 wurde er durch Augustin Botescu abgelöst. Zuvor hatte er August 1958 erneut CCA Bukarest als Cheftrainer übernommen. Im Gegensatz zu seiner ersten Amtszeit gewann er mit der Meisterschaft 1960 nur einen Titel. Anschließend ersetzte ihn ab Juli 1960 Ștefan Onisie.
Zu Beginn des Jahres 1961 wurde Popescu zum dritten Mal Nationaltrainer und gewann in diesem Jahr die beiden Länderspiele. Danach kehrte er von März bis Juli 1962 erneut als Vereinstrainer von Steaua Bukarest (früher CCA Bukarest) zurück, konnte in der Rückrunde 1961/62 zwar nicht mehr die Meisterschaft, dafür aber den rumänischen Pokal gewinnen. Nach zwei weiteren Spielen als Nationaltrainer im Herbst 1962 beendete er seine Karriere.

## Fußballfunktionär
Popescu war von Januar 1963 bis Mai 1967 Präsident des rumänischen Fußballverbandes und der Uniunea pentru Cultură Fizică și Sport. In seine Amtszeit fiel die Gründung der ersten Fußballzentren für Kinder und Jugendliche in Rumänien sowie das Erscheinen der Fußballzeitschrift Fotbal. Nach der 1:7-Länderspielniederlage gegen die Schweiz im Rahmen der EM-Qualifikation 1968 trat Popescu von seinem Amt zurück und kehrte bis 1973 als Vizepräsident zu Steaua Bukarest zurück. Dort konnte 1968 der rumänische Meistertitel und von 1969 bis 1971 dreimal die Cupa României gewonnen werden. Er gehörte auch zu der UEFA-Kommission, die mit der Ausrichtung der Fußball-Europameisterschaft beauftragt war. 1973 zog sich Popescu offiziell vom Fußballgeschehen zurück und war später nur noch sporadisch als technischer Ratgeber tätig, darunter von 1983 bis 1984 bei Steaua Bukarest.

## Erfolge

### Als Spieler
- Rumänischer Vizemeister: 1947
- Rumänischer Pokalfinalist: 1939, 1943
- Aufstieg in die Divizia A: 1937

### Als Trainer
- Teilnehmer an Olympischen Spielen: 1952
- Rumänischer Meister: 1951, 1952, 1960
- Rumänischer Pokalsieger: 1951, 1952, 1962